# Кидалт
Кида́лт (англ. kidult, сокр. от kid — ребёнок и adult — взрослый) — взрослый ребёнок, человек, сохраняющий во взрослой жизни свои детские и юношеские увлечения, обычно не свойственные взрослым людям (мультфильмы, комиксы, игрушки и т. п.). Это явление наблюдается среди мужчин и женщин, но чаще среди мужчин. Многим кидалтам также присуща инфантильность, т. е. детскость в поведении: несерьёзность, наивность, капризность, нежелание принимать на себя ответственность. 
В XXI веке это явление значительно распространилось, и стало даже возможно говорить о возникновении кидалт-культуры.
Впервые слово зафиксировано в 1985 году в газете «The New York Times», для описания мужчин 30 лет и старше, которые увлекаются мультфильмами, фэнтези, компьютерными играми и бесполезными, но красивыми и часто дорогими гаджетами.
Психологи также называют это явление «синдромом Питера Пэна» и объясняют желанием ухода от реальности в мир иллюзий — эскапизмом. Типовой портрет кидалта: мужчина под 30 лет и старше, работает в офисе, относится к среднему классу, IQ средний или выше, почти всегда холост.